# Schule von Tervuren

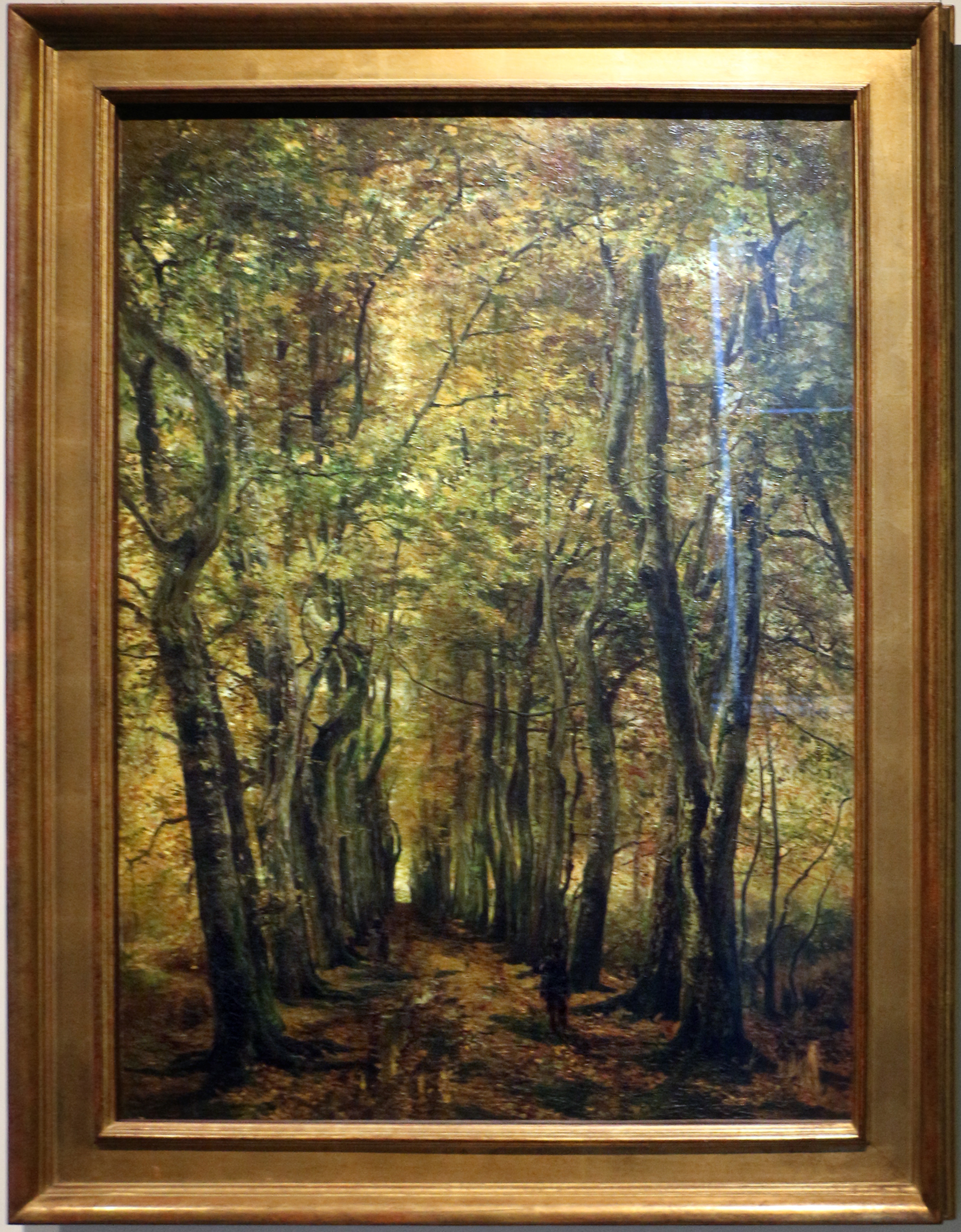
Hippolyte Boulenger: De Oude Haagbeukdreef, Tervuren (1871–1872), K.M.S.K., Brussel

Die Schule von Tervuren (franz. École de Tervueren) bezeichnet eine Künstlerkolonie in Belgien, die sich nach 1860 in Belgien um Hippolyte Boulenger formierte. Später wurde sie auch als erste belgische Version der Schule von Barbizon gesehen.

## Geschichte
Beeinflusst von den künstlerischen Entwicklungen in Paris bildete sich in den 1860er Jahren in Tervuren nahe Brüssel eine Gruppe um Camille van Camp und Hippolyte Boulenger. Sie nannte sich l’École de Tervueren. Es stießen bald auch bekannte Mitglieder hinzu wie Théodore Fourmois, Joseph Coosemans, der dafür seinen Posten als Gemeindesekretär aufgab, Edouard Huberti, Alphonse Asselbergs, Jules Montigny sowie Jules Raeymaekers. Als Treffpunkt diente die Herberge In den Vos direkt am Marktplatz von Tervuren.
Zu dieser Zeit wurde der Kolorit vor allem dunkel und gebrochen gewählt, und als Motiv dominierte die realistische Freilichtlandschaft.
Hippolyte Boulenger war eines der erfolgreichsten Mitglieder dank seiner Plenairbilder. Er war auch zeit seines Lebens der führende Künstler der Schule.
In der zweiten Generation von Künstlern gelang, etwas später als andernorts, der Übergang zum Impressionismus. Maßgeblich dafür waren unter anderem Jean-Baptiste de Greef,  Guillaume Vogels, Franz Courtens, Isidoor Verheyden und Adolphe Hamesse.
Nach 1910 verlor diese Schule mehr und mehr an Bedeutung.

## Museen
Aus einer Initiative des Kunstvereines der Freunde der Schule von Tervuren (original niederländisch:  Vrienden van de School van Tervure) erfolgte die Gründung eines privaten Museums namens Het Schaakbord (französisch: L'Échiquieur, deutsch: Das Schachbrett) in Tervuren. Dieses Museum umfasst eine interessante Sammlung von mehr als 40 Gemälden der „Schule von Tervuren“, unter anderem Arbeiten von Hippolyte Boulenger, Jules Montigny und Joseph Coosemans.

## Mitglieder (Auswahl)
- Hippolyte Boulenger (1837–1874)
- Théodore Fourmois (1814–1871)
- Édouard Huberti (1818–1880)
- Joseph Coosemans (1818–1904)
- Jules Raeymaekers (1833–1904)
- Alphonse Asselbergs (1839–1916)
- Jules Montigny (1840–1899)
- Louise Héger (1842–1933)
- Fritz Toussaint (1846–1920).